# Toivo Korhonen
Toivo Sakari Korhonen, född 15 juli 1926 i Kuopio, död 10 maj 2014 i Helsingfors, var en finländsk arkitekt.
Korhonen avlade studentexamen 1947 i Kuopio och blev färdig arkitekt vid Tekniska högskolan i Helsingfors 1952. Från 1955 drev han egen arkitektverksamhet och var som mest produktiv under 1960– och 1970–talen. Han ritade främst, men inte uteslutande, byggnader i Helsingfors och hans arkitektur var utpräglat modernistisk. Därtill utförde han flera större bostads- och fabrikbyggnadsprojekt utomlands, bland annat i Peru, Saudiarabien och Västtyskland.

## Verk i urval
- Kotka affärscentrum, 1960.
- Tammerfors universitet, 1960–1966.
- Valmet Ab:s affärshus i Gardesstaden, Helsingfors, sedermera polisstation, 1964.
- Lauritsala kyrka, Villmanstrand (tillsammans med Jaakko Laapotti), 1969.
- Metrostationerna Kajsaniemi, Kvarnbäcken och Gårdsbacka, Helsingfors, från 1971.
- Heimolahuset, Helsingfors, 1972.
- Pukeva Oy:s varuhus i Kajsaniemi, Helsingfors, sedermera Kodin Anttilas varuhus, 1974.
- Saastamoisenkulma bank- och varuhus, Kuopio, 1977.
- Helsingfors universitets administrationsbyggnad, 1977.
- Sampohuset, Vasa, 1978.
- Böle polisstation, 1983.
- Tammerfors tekniska universitets andra och tredje byggnadsskeden, 1983.

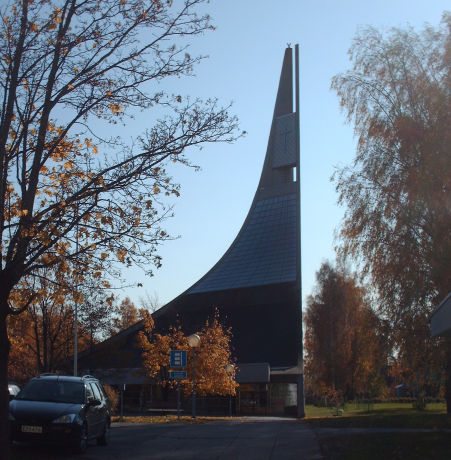
Lauritsala kyrka i Villmanstrand
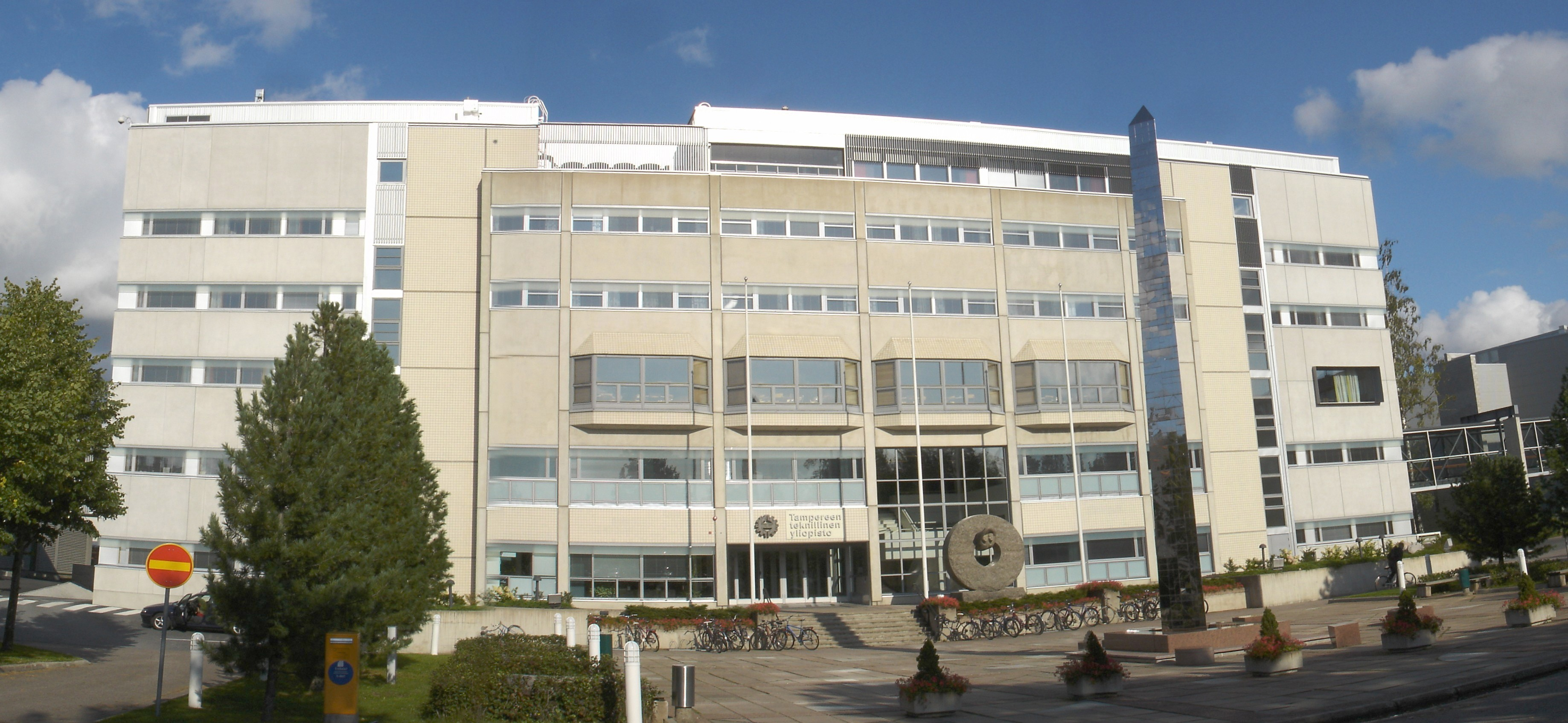
Huvudbyggnaden på Tammerfors tekniska högskola
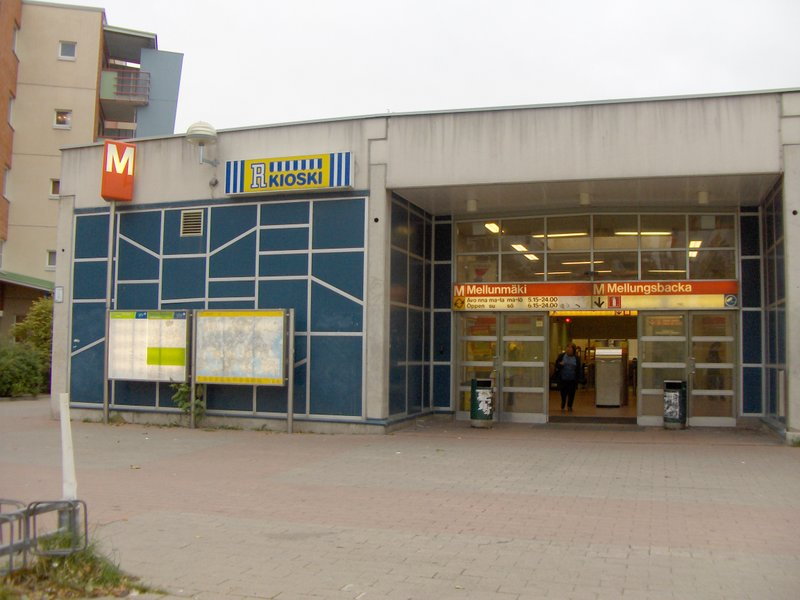
Mellungsbacka metrostation